# Mohammed al-Dschadan

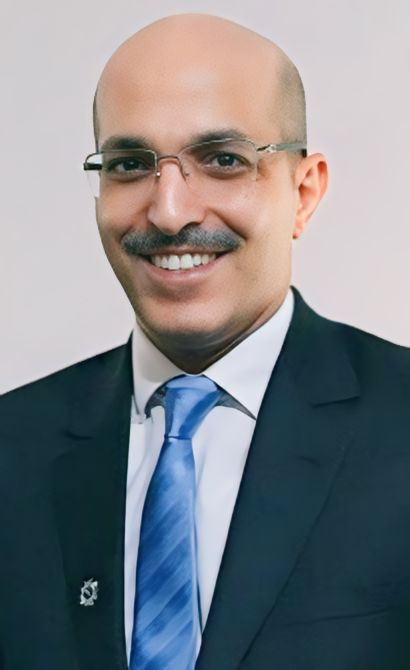
Mohammed al-Dschadan (2024)

Mohammed al-Dschadan, arabisch محمد عبد الله, englisch Mohammed Al-Jadaan (* 1963) ist ein saudi-arabischer Politiker und seit dem 1. November 2016 der Finanzminister von Saudi-Arabien.

## Leben und Wirken
Er studierte seit an der Imam Muhammad bin Saud Islamic University islamisches Recht und islamische Wirtschaft und machte 1998 einen Diplomabschluss am Institute of Public Administration in Riad.
Seit dem 30. Januar 2015 war er Vorsitzender der Capital Market Authority mit Ministerrang.

## Quelle
- Offizielle Biografie

| Personendaten    | Personendaten                                                |
| ---------------- | ------------------------------------------------------------ |
| NAME             | Mohammed al-Dschadan                                         |
| ALTERNATIVNAMEN  | محمد عبد الله (arabisch); Mohammed Al-Jadaan (englisch)      |
| KURZBESCHREIBUNG | saudi-arabischer Politiker, Finanzminister von Saudi-Arabien |
| GEBURTSDATUM     | 1963                                                         |